# Hanna Sola
Hanna Sola (Šumilina, Bjelorusija, 16. veljače 1996.) - bjeloruska biatlonka
Osvojila je brončanu medalju na sprintu od 7,5 km na Svjetskom prvenstvu u biatlonu na Pokljuki 2021. godine.
Pojavila se na međunarodnoj sceni prvi put 2013. godine, natječući se na Olimpijskom festivalu mladih Europe u Cheile Gradistei. Zauzela je 10. mjesto u pojedinačnoj utrci, 18. u sprintu i 7. u mješovitoj štafeti. Na juniorskom svjetskom prvenstvu održanom dvije godine kasnije u Minsku, osvojila je zlatnu medalju u štafeti. Na istom događaju bila je 5. u sprintu.
U Svjetskom kupu u biatlonu debitirala je 5. prosinca 2015. u Östersundu, zauzevši 37. mjesto u sprintu. Tako je već u svom debiju osvojila prve bodove. Prvi put je stajala na postolju pojedinačnih natjecanja u sezoni 2020./'21., kada je osvojila 3. mjesto dva puta, a 16. siječnja 2021. u Oberhofu, zajedno s Irinom Krivko, Dinarom Alimbekavom i Jelenom Kruščinkinom, zauzela 2. mjesto u štafeti.
Tijekom Europskog prvenstva u Minsku 2019. godine, zajedno s Ramanom Jaljotnauom, Sergejem Bočarnikovim i Dinarom Alimbekavom, osvojila je brončanu medalju u mješovitoj štafeti.

## Vanjske poveznice
- Profil Hanne Sola